# Dayana Mendoza
Pour les articles homonymes, voir Mendoza.
Dayana Mendoza (née le 1er juin 1986 à Caracas au Venezuela), est un mannequin vénézuélienne, qui est devenue Miss Univers 2008.

## Biographie
Dayana est née le 1er juin 1986 dans la région amazonienne au Venezuela, son père Miguel est un militaire et sa mère Analisa est infirmière. Elle a deux sœurs Juanita et Felizia Mendoza.
Dayana se lance dans le mannequinat très tôt, elle intègre des écoles afin de devenir un mannequin international. En effet, au Venezuela, le culte de la beauté est primordiale pour les jeunes femmes.

## Début de carrière

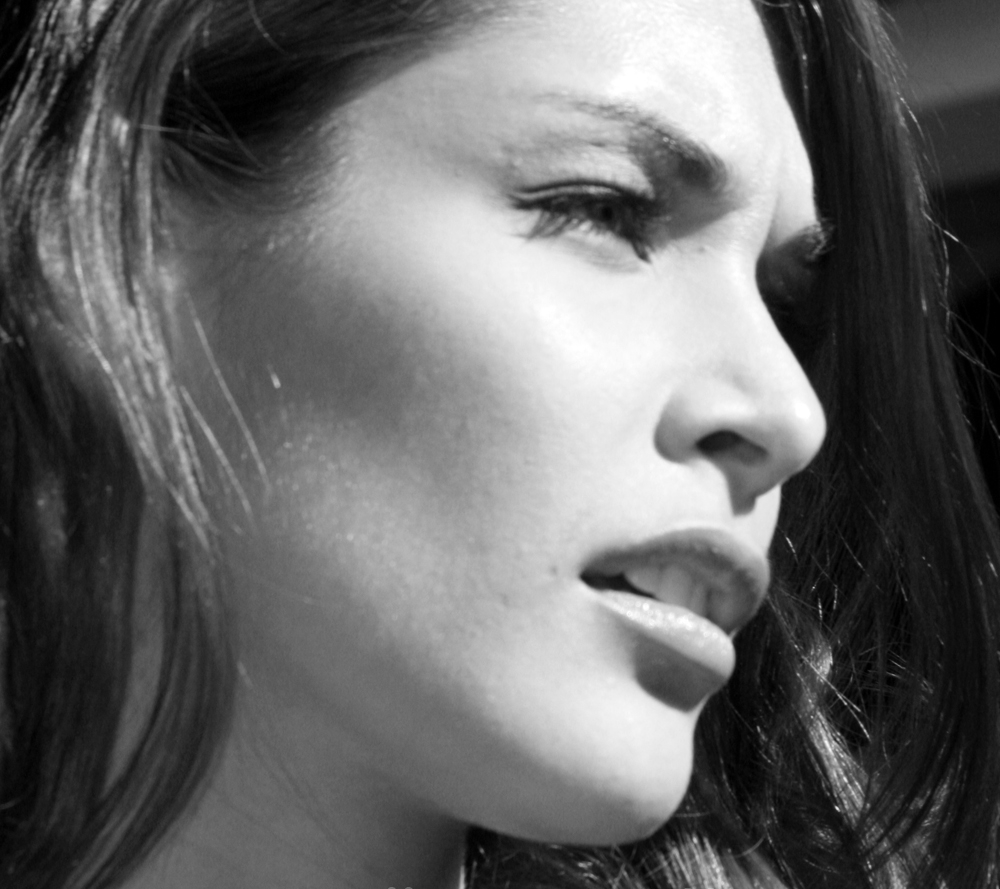
Dayana en 2009

En 2001, Dayana signe avec l'agence de modèles Elite et défile en Espagne, en Italie, en France, aux États-Unis, en Angleterre, en Grèce et en Allemagne pour Versace, Robert Cavalli et d'autres stylistes.

## Miss Venezuela
Elle a été la représentante de la région Amazone, au concours de Miss Venezuela 2007, le concours où elle a obtenu l’écharpe de Miss Sympathie et a été couronnée le 13 septembre 2007 comme la 55e Miss Venezuela, en étant, donc, la deuxième Miss Venezuela qui gagne en représentant la région de l'Amazone.

## Miss Univers

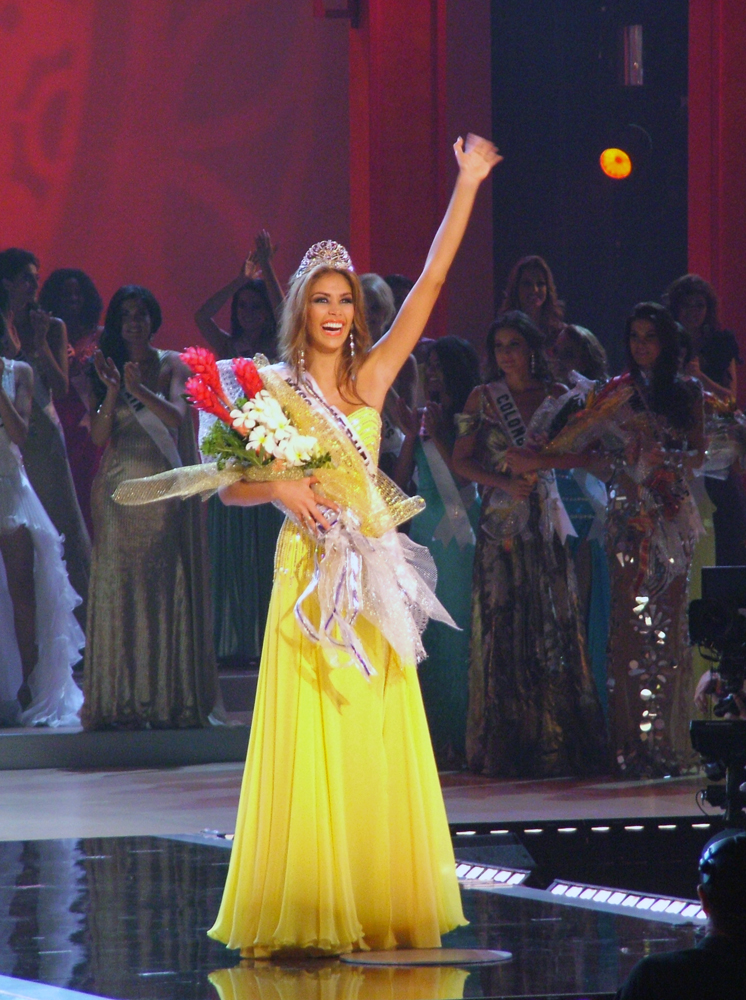
Miss Univers 2008 pendant une soirée à Hong Kong aux côtés de Gilles Marini

Le 14 juillet 2008, Dayana devient Miss Univers 2008, lors du concours organisé au Vietnam. Avec ce nouveau triomphe, le Venezuela se hisse au deuxième rang, à égalité avec Porto Rico, dans le nombre de couronnes obtenues. Lors de ce concours, elle a expliqué que ses goûts étaient le « dessin, la photographie, la publicité et le surf ».
Lors de l'élection, à la dernière étape, une question lui a été posée sur la différence entre les hommes et les femmes. Elle a répondu que celle-ci consiste en ce que « les hommes pensent que la manière la plus rapide d'aller à un point est d'aller tout droit, alors que les femmes savent que la manière la plus rapide d'aller à ce point est de suivre les courbes, pour ne pas se précipiter et arriver à son but rapidement en ayant prouvé beaucoup plus ».

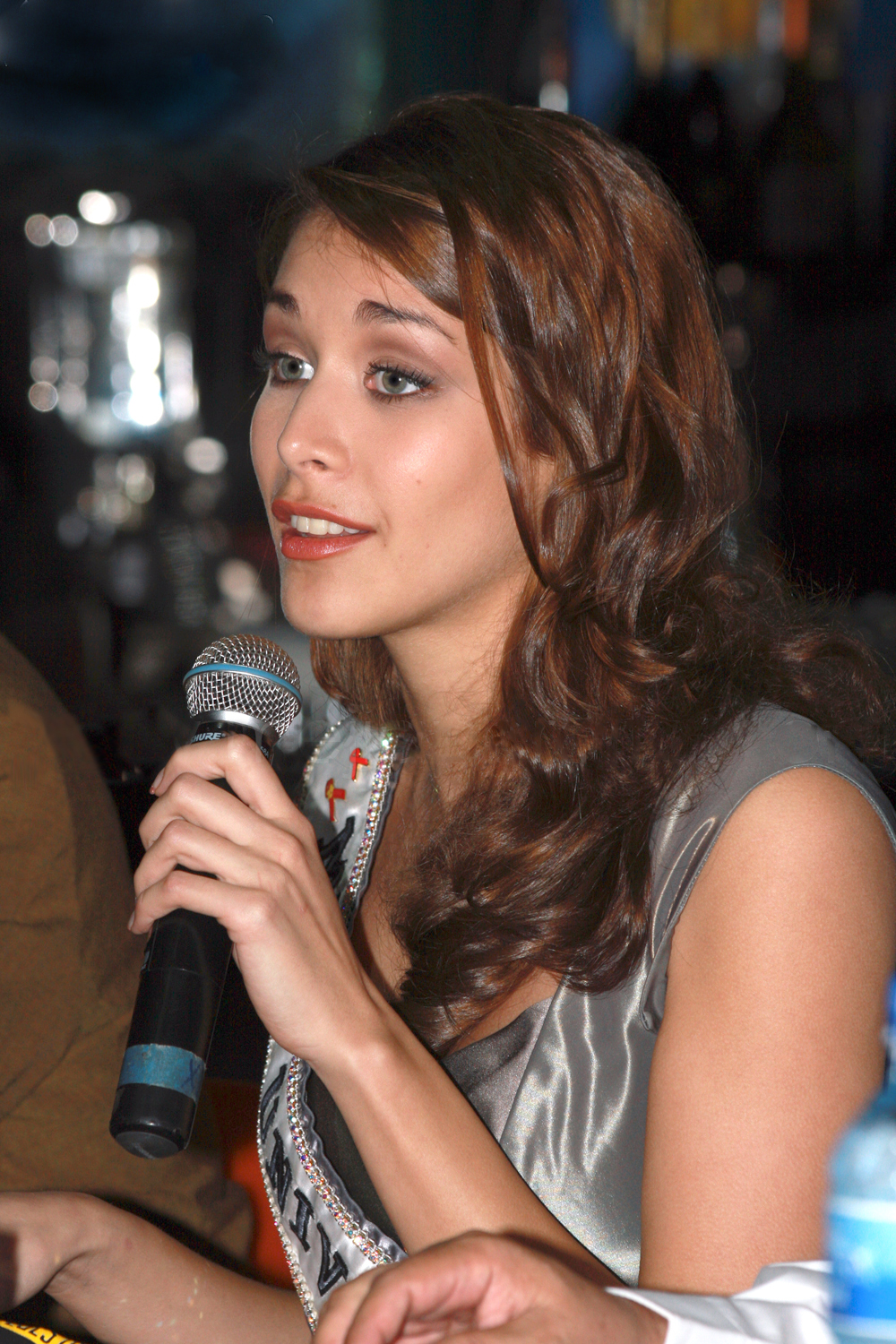
Dayana lors d'une interview après la polémique

Alors que Miss Colombie était favorite du jury lors des étapes précédentes, Dayana réussit à prendre la tête de la compétition et remporte la couronne devant Miss Colombie, Miss République Dominicaine, Miss Russie et Miss Mexique.

## Une polémique
L'ex-reine de beauté est l'objet d'un scandale après avoir posé nue, pour une marque de bijouterie. La rumeur de retrait du titre de beauté de Miss Univers a été démentie par l'organisation.

## Après Miss Univers
En 2009, elle remet sa couronne de Miss Univers, et prend des cours de comédie.
Elle passe un premier casting pour le film The Divide, mais n'est pas sélectionnée du fait de son accent trop prononcé. Elle continue cependant les castings, en même temps que sa carrière de mannequin internationale.
Dayana Mendoza est connue dans le monde entier, mais en France elle reste une anonyme du fait du peu d'intérêt pour le concours de Miss Univers ; Sylvie Tellier (directrice générale de la Société Miss France) a tout de même dit d'elle qu'elle était « sans doute la plus jolie fille de sa génération ».
En mars 2012, elle fait partie des 18 célébrités à participer au jeu de Donald Trump sur NBC, The Celebrity Apprentice 5.
Elle sera notamment avec Tia Carrere, Michael Andretti, George Takei, Dee Snider ou encore Patricia Velasquez. Elle est éliminée du jeu en quart de finale.